# Нара
Вижте пояснителната страница за други значения на Нара.
Нара (на японски: 奈良市; Нара-ши) е град в префектура Нара, Япония. Населението му е 355 350 жители (по приблизителна оценка от октомври 2018 г.), а общата площ е 276,84 кв. км. Населението се поделя в 147 966 домакинства. Намира се в часова зона UTC+9 в северната част на префектурата си.
Нара е бил столица на Япония между 710 и 784 г.
Вали средно през 120 дни в годината, а снежните дни са средно 4,8 на година.